# Немања Анђелковић
Немања Анђелковић (Косовска Митровица, 26. април 1997) српски је фудбалер који тренутно наступа за Зиру.

## Каријера
Анђелковић је током јуна 2015. потписао стипендијски уговор с Вождовцем, за чију је омладинску екипу наступао током такмичарске 2014/15. Међутим, током лета исте године, прешао је у састав Мокре Горе. После годину дана у том клубу, следећег лета је постао играч чајетинског Златибора. Ту је такође имао статус бонус играча у првом делу сезоне 2016/17. Српске лиге Запад. Одатле је, током зимске паузе у Суперлиги Србије, приступио сурдуличком Раднику. Потписао је трогодишњи професионални уговор с тим клубом. До краја такмичарске године није наступао на званичним утакмицама па је раскинуо сарадњу. Касније је прешао у ЧСК Пивару из Челарева. Дебитовао је на отварању Прве лиге Србије за такмичарску 2017/18. Том приликом је био и стрелац јединог поготка у поразу од Синђелића у Београду резултатом 2 : 1. Погодио је и у победи над ужичком Слободом у шестом колу истог такмичења. Током зимске паузе 2018. године кратко је био члан ОФК Бачке из Бачке Паланке. Потом се вратио у Златибор. С екипом тог клуба освојио је прво место на табели за сезону 2017/18. у Српској лиги Запад и остварио пласман у виши степен такмичења. У јесењем делу сезоне 2018/19. Анђелковић је постигао три гола. Био је стрелац у поразу од Бечеја на Стадиону Швајцарија, као и оба гола у ремију на гостовању Жаркову. Показан му је и један црвени картон, на сусрету с екипом ТСЦ-а из Бачке Тополе. Последњег дана јануара 2019. године представљен је као појачање ивањичког Јавора. С клубом је потписао трогодишњи уговор. Лета исте године поново је прослеђен Златибору, на позајмицу. Златибор је сезону 2019/20, која је услед ванредног стања одиграна без доигравања, окончао као првопласирани састав на табели Прве лиге Србије. После сезоне током које је био капитен Златибора, Анђелковић је у јуну 2020. потписао двогодишњи уговор с Металцем из Горњег Милановца. На крају истог прелазног рока потписао је за Златибор по четврти пут у каријери. У јануару 2021. потписао је двоипогодишњи уговор с азербејџанском Зиром.

## Статистика

### Клупска
Ажурирано 14. јуна 2023.
|                               |          |                           |     |   |    |   |   |   |   |   |     |    |  |  |
| Мокра Гора                    | 2015/16. | Српска лига Запад         | 25  | 1 | 2  | 0 | — | — | — | — | 27  | 1  |  |  |
|                               |          |                           |     |   |    |   |   |   |   |   |     |    |  |  |
| Златибор Чајетина             | 2016/17. | Српска лига Запад         | 12  | 1 | —  | — | — | — | — | — | 12  | 1  |  |  |
|                               |          |                           |     |   |    |   |   |   |   |   |     |    |  |  |
| Радник Сурдулица              | 2016/17. | Суперлига Србије          | 0   | 0 | —  | — | — | — | — | — | 0   | 0  |  |  |
|                               |          |                           |     |   |    |   |   |   |   |   |     |    |  |  |
| ЧСК Челарево                  | 2017/18. | Прва лига Србије          | 11  | 2 | 0  | 0 | — | — | — | — | 11  | 2  |  |  |
|                               |          |                           |     |   |    |   |   |   |   |   |     |    |  |  |
| Златибор Чајетина             | 2017/18. | Српска лига Запад         | 16  | 0 | —  | — | — | — | — | — | 16  | 0  |  |  |
| Златибор Чајетина             | 2018/19. | Прва лига Србије          | 20  | 3 | —  | — | — | — | — | — | 20  | 3  |  |  |
|                               |          |                           |     |   |    |   |   |   |   |   |     |    |  |  |
| Јавор Ивањица                 | 2018/19. | Прва лига Србије          | 10  | 0 | —  | — | — | — | — | — | 10  | 0  |  |  |
|                               |          |                           |     |   |    |   |   |   |   |   |     |    |  |  |
| Златибор Чајетина (позајмица) | 2019/20. | Прва лига Србије          | 24  | 0 | 1  | 0 | — | — | — | — | 25  | 0  |  |  |
|                               |          |                           |     |   |    |   |   |   |   |   |     |    |  |  |
| Металац Горњи Милановац       | 2020/21. | Суперлига Србије          | 2   | 0 | —  | — | — | — | — | — | 2   | 0  |  |  |
|                               |          |                           |     |   |    |   |   |   |   |   |     |    |  |  |
| Златибор Чајетина             | 2020/21. | Суперлига Србије          | 14  | 0 | 1  | 0 | — | — | — | — | 15  | 0  |  |  |
| Златибор Чајетина             | Укупно   | Укупно                    | 86  | 4 | 2  | 0 | — | — | — | — | 88  | 4  |  |  |
|                               |          |                           |     |   |    |   |   |   |   |   |     |    |  |  |
| Зира                          | 2020/21. | Премијер лига Азербејџана | 14  | 1 | 5  | 2 | — | — | — | — | 19  | 3  |  |  |
| Зира                          | 2021/22. | Премијер лига Азербејџана | 15  | 0 | 3  | 0 | — | — | — | — | 18  | 0  |  |  |
| Зира                          | 2022/23. | Премијер лига Азербејџана | 26  | 0 | 0  | 0 | 2 | 0 | — | — | 28  | 0  |  |  |
| Зира                          | Укупно   | Укупно                    | 55  | 1 | 8  | 2 | 2 | 0 | — | — | 65  | 3  |  |  |
|                               |          |                           |     |   |    |   |   |   |   |   |     |    |  |  |
| Каријера                      | Каријера | Каријера                  | 189 | 8 | 12 | 2 | 2 | 0 | — | — | 203 | 10 |  |  |
|                               |          |                           |     |   |    |   |   |   |   |   |     |    |  |  |

## Трофеји, награде и признања
Златибор Чајетина
- Српска лига Запад : 2017/18.[19]
- Прва лига Србије : 2019/20.[27]